# Asphalt 7: Heat
Asphalt 7: Heat (укр. Асфальт 7: Спека) — перегонова відеогра 2012 року, розроблена Gameloft Montreal та опублікована Gameloft. Дев'ята велика гра серії Asphalt. Вона була випущена 21 червня 2012 року для iOS, і це перший випадок у серії, коли гра є однаковою як для iPhone, так і для iPad. Гра вийшла для Android 25 червня, для BlackBerry 10 21 лютого 2013 року, для Windows Phone 8 27 лютого, для BlackBerry PlayBook 3 квітня, для Windows 8 (через Windows Store) 22 серпня та Windows 10 29 липня 2015 року. У 2017 році гру було вилучено з крамниць застосунків, окрім BlackBerry.

## Ігровий процес
Ігровий процес в Asphalt 7 дуже схожий на ігровий процес у попередніх іграх серії Asphalt: гравцеві надається можливість нахиляти пристрій, торкатися краю екрана або використовувати для управління віртуальне кермо на екрані. У грі також є багатоосібний онлайновий режим, як локальний через Wi-Fi та Bluetooth, так і глобальний через інтернет-з'єднання.
П'ятизіркова рейтингова система для кожних перегонів, використання основних і другорядних цілей і «Адреналіновий режим» з Asphalt 6: Adrenaline були збережені в Asphalt 7. У грі доступно 80 ліцензованих автомобілів, розділених на 7 рівнів.

## Огляди
| Агрегатор    | Оцінка |
| ------------ | ------ |
| GameRankings | 81%    |
| Metacritic   | 83/100 |

| Видання | Оцінка |
| ------- | ------ |
| IGN     | 8/10   |

Після випуску Asphalt 7 отримала загалом позитивні відгуки. Версія для iOS має сукупний бал 83 зі 100 на Metacritic на основі сімнадцяти оглядів і 81% в GameRankings на основі семи оглядів.
Джордж Руш з IGN був у захваті від гри, присудивши 8 балів із 10 і зробивши висновок: «Якщо ви такий самий шанувальник серії Asphalt, як і я, то вам сподобається Heat. Приємно бачити що Gameloft покращує кожну нову частину, зберігаючи при цьому низьку вартість. Любителям перегонів сподобається шукати короткі шляхи, ловити повітря і прокладати собі шлях красивими трасами під звуки енергійної техно-музики».
Дейв Леклер з TouchGen також був вражений, поставивши грі 4 бали з 5: «Загалом, це чудова перегонова гра. У ній є кілька дрібних недоліків, але нічого критичного для гри. Зачіпки в соцмережах після кожних перегонів можуть трохи дратувати й затримують час переходу до наступного заїзду. Але наявні є невеликі проблеми. Крім того, шанувальникам перегонових ігор сподобається весь пакет, пропонований в Asphalt 7: Heat».
Ліза Каплан з 148Apps також оцінила гру на 4 бали з 5, похваливши графіку та управління, хоча і розкритикувавши ігровий процес за те, що він дуже схожий на попередників: «За свою ціну Asphalt 7 — одна з найкращих аркадних перегонів на iOS. Те, чого їй бракує в оригінальності, вона компенсує поліруванням».
Надя Оксфорд зі Slide to Play була дещо менш вражена, оскільки відчувала, що гра недостатньо відрізняється від попередніх ігор серії, — аргумент, який Ендрю Подольські навів у своєму огляді Asphalt 6 для сайту. Як і у випадку з Asphalt 5 і Asphalt 6, гра отримала 3 бали з 4. Оксфорд написала: «У серії Asphalt потрібен хтось, хто відкриє вікна і впустить свіже повітря. Якщо ви все ще задоволені Asphalt 6 і хочете заощадити долар на морозиві, тримайтеся Adrenaline. Але якщо ви ніколи не грали в ігри цієї серії або якщо подобаються оновлення до серії, незалежно від того, наскільки малі ці оновлення, йдіть вперед і беріть Asphalt 7: Heat. Це все ще не даремно витрачені гроші».
Метт Кларк з MacLife поставив грі 3 з 5, також критикуючи її схожість з більш ранніми іграми серії, але з гарною графікою: «Якщо є щось, чим Asphalt 7 покращує серію, то це візуальне представлення. Транспортні засоби та навколишнє середовище мають фантастичний вигляд на дисплеї Retina».
Раян Вітвам з AndroidPolice був менш натхненний і різко критикував кілька аспектів, таких як необхідність підключення до мережі для роботи гри, використання реальних грошей і, особливо, графіка: «Ключовим моментом для мене є переважна посередність графіки. Судячи зі знімків екрана на сторінці Play Store, це має бути чудова гра. Замість цього вона просто середня. Навіть у цьому випадку тільки на деяких пристроях роздільна здатність текстур абсолютно жахлива. Все в навколишньому середовищі виглядає брудним. Машини непогані, але по краях помітний аліасинг».
Раян Ріґні з Wired був ще критичнішим, поставивши грі 6 балів з 10. Він критикував внутрішньоігрові покупки: «Я не можу собі уявити, щоб хтось коли-небудь витрачав на них гроші. Навіть якщо ви купите пакет із 200 зірок за 100 доларів, це все одно не відкриє все в грі. То в чому ж сенс?» Однак Ріґні похвалив графіку, заявивши, що в грі є «полірування, яке було б дивовижним для аркадної гри Xbox Live. Жодні інші перегони в App Store не зрівняється з якістю представлення Asphalt 7».